# Vught (gemeente)
Vught (uitspraakⓘ) is een gemeente in het noorden van de Nederlandse provincie Noord-Brabant, gelegen in de Meierij van 's-Hertogenbosch. De gemeente telt 32.356 inwoners (22 november 2024, bron: CBS) en heeft een oppervlakte van ruim 34 km² met nauwelijks water.

## Opbouw van Vught
De gemeente bestaat uit de kernen Vught, Helvoirt en Cromvoirt. Het gemeentekantoor bevindt zich te Vught aan de Secr. van Rooijstraat. Het werd gebouwd van 2003-2006 in de vorm van een ovale toren. Het is ontworpen door Architectenbureau "De Twee Snoeken". Het raadhuis is gevestigd in Villa Leeuwenstein, in 1935 aangekocht, die daartoe verbouwd werd door architect Hendrik Willem Valk.
Het oude gemeentewapen van Vught werd vastgesteld in 1817 en toont twee tegenover elkaar staande kerken. Dit omdat Vught vanouds twee parochies telde: de Sint-Lambertusparochie en de Sint-Pietersparochie. Dit motief werd ook opgenomen in het nieuwe gemeentewapen.
Oorspronkelijk bestond de gemeente Vught uit de kern Vught. Bij de gemeentelijke herindeling van 1933 werd de gemeente Cromvoirt opgeheven en bij Vught gevoegd, terwijl Deuteren, dat ook bij de gemeente Cromvoirt hoorde, ten noorden van de toenmalige Langstraat spoorlijn naar Waalwijk, bij 's-Hertogenbosch werd ingedeeld.
Met de opheffing van de gemeente Haaren per 1 januari 2021 hoort de kern Helvoirt ook bij de gemeente Vught. 
De gemeente Vught is in vriendschap verbonden met de gemeente Oranienburg (Duitsland).
Vught is onderverdeeld in zeventien officiële wijken.

Geschiedenis van Vught
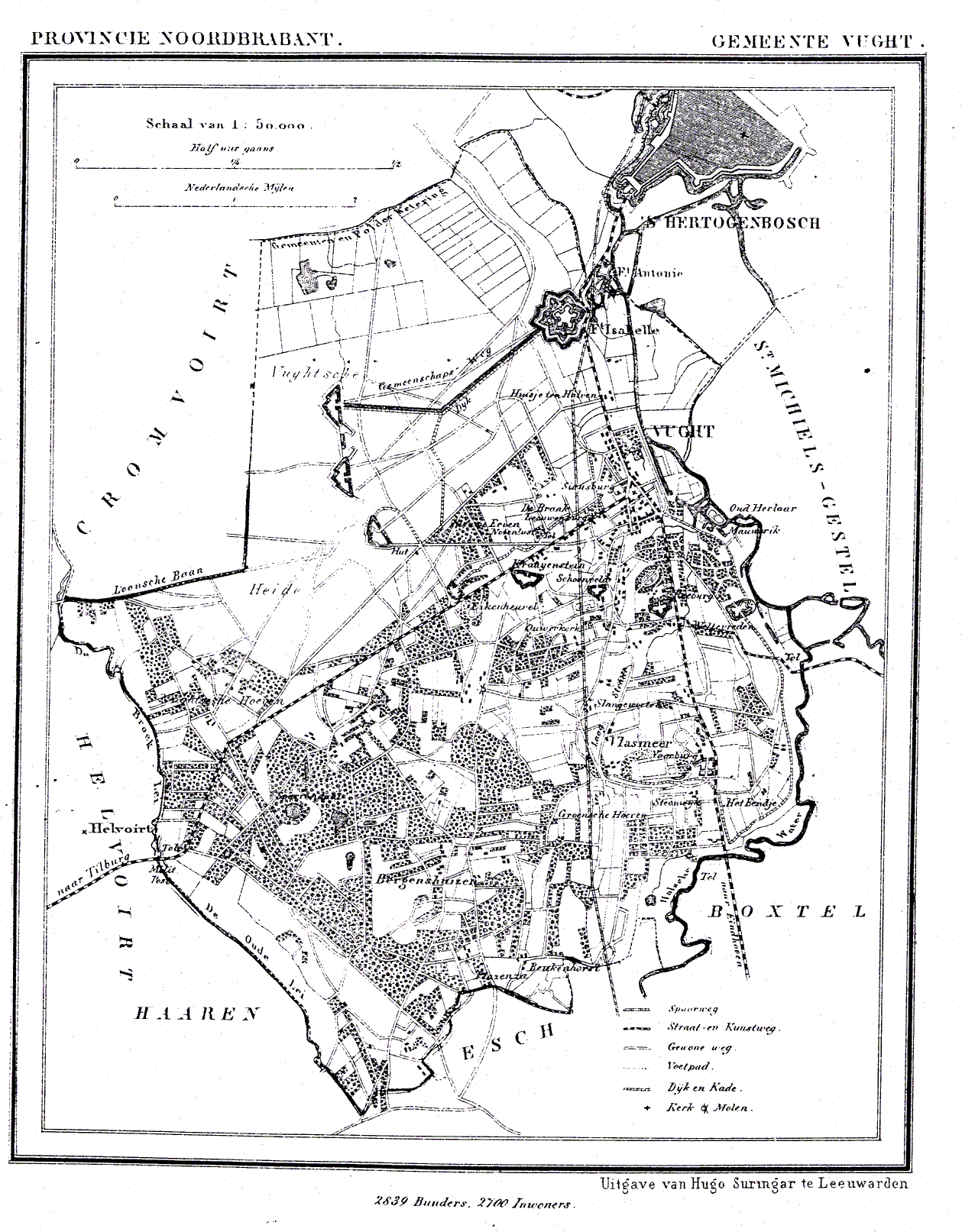
Vught in 1866
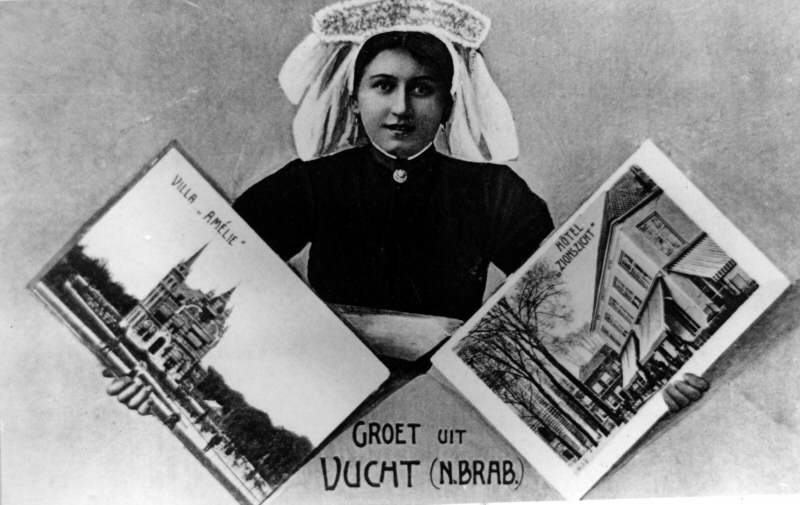
Een Vughtse groetenkaart uit de begin jaren van de 20e eeuw, toen nog geschreven met "CH"
Het voormalige wapen van Vught
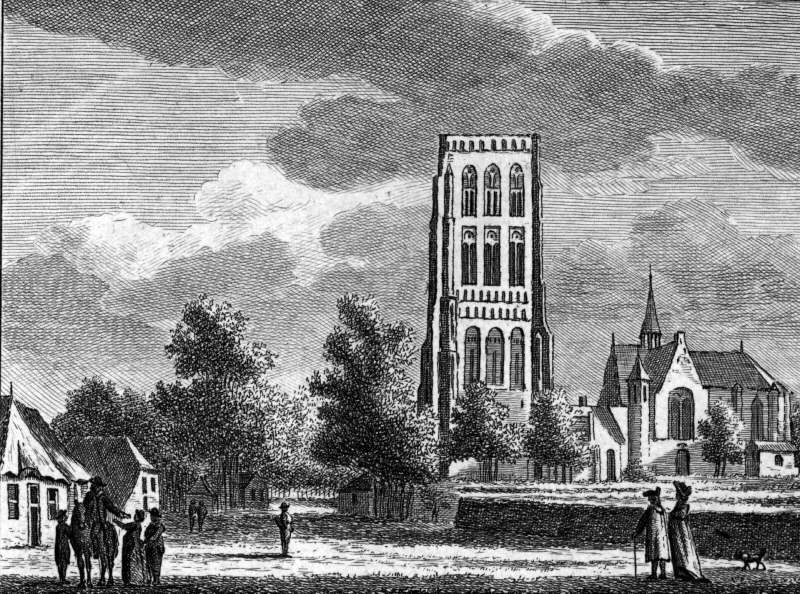
Vughtse Toren omstreeks 1790

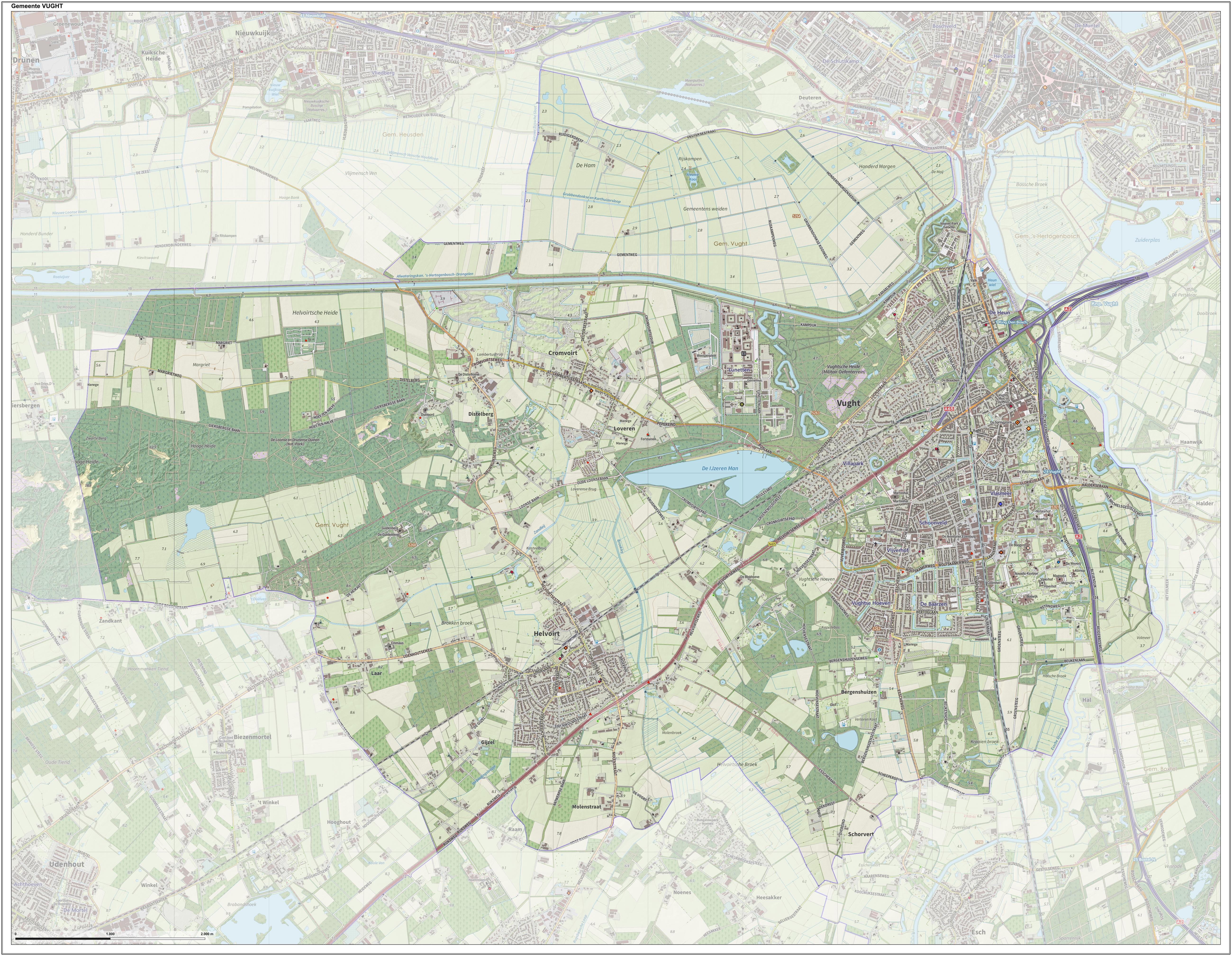
Topografische gemeentekaart van Vught, per september 2022

## Politiek

### Coalitie
Na de vervroegde verkiezingen in 2020, noodzakelijk vanwege de herindeling van de kernen van de gemeente Haaren, bestond het college van Burgemeester en Wethouders uit een coalitie van D66, VVD, PvdA-GroenLinks en CDA. Op vrijdag 20 januari 2023 stapte D66 uit de coalitie na het aannemen van een motie van wantrouwen tegen wethouder Fons Potters van D66. Dit gebeurde in een extra ingelaste raadsvergadering. Op 25 mei 2023 werd de nieuwe coalitie en het bestuursakkoord gepresenteerd. Gemeentebelangen heeft de plaats van D66 ingenomen. 
Tijdens de raadsvergadering van donderdag 5 juni 2025 verliet PvdA-GroenLinks de coalitie nadat een amendement van de VVD over het niet overgaan tot realiseren van windturbines breed in de raad werd aangenomen. De coalitie verloor niet haar meerderheid in de raad na de exit van PvdA-GroenLinks. 

### College van burgemeester en wethouders (B&W)
De voorzitter van het college van B&W is:
- burgemeester: Chantal Nijkerken-de Haan (VVD), burgemeester sinds 2 april 2025.

De wethouders zijn:
- Mark du Maine (VVD), wethouder Financiën
- Yvonne Vos (CDA), wethouder Ruimtelijke Ontwikkeling
- Jos den Otter (Gemeentebelangen), wethouder Woningbouw

De gemeentesecretaris is sinds 1 september 2022 Wouter Keijzers.  
Op 7 juni 2025 verzocht wethouder Nino de Lange (PvdA-GroenLinks) burgemeester Chantal Nijkerken om hem per 10 juni 2025 ontslag te verlenen, nadat zijn fractie de coalitie een paar dagen eerder verliet. De portefeuille Openbare Ruimte is daarmee momenteel vacant.  

### Gemeenteraad
De gemeenteraad van Vught bestaat uit 23 leden. Hieronder staan de uitslagen van de gemeenteraadsverkiezingen sinds 1998:
| Partij           | 1998 | 2002 | 2006   | 2010   | 2014   | 2018   | 2020   |
| ---------------- | ---- | ---- | ------ | ------ | ------ | ------ | ------ |
| Gemeentebelangen | 5    | 9    | 5      | 5      | 8      | 7      | 6*     |
| D66              | 2    | 2    | -      | 2      | 4      | 3      | 5*     |
| VVD              | 4    | 4    | 4      | 5      | 4      | 4      | 4*     |
| PvdA-GroenLinks  | 6    | 3    | 4      | 4      | 2      | 4      | 4      |
| CDA              | 4    | 3    | 3      | 3      | 1      | 1      | 3      |
| SP               | -    | -    | 5      | 2      | 2      | 2      | 1      |
| Totaal           | 21   | 21   | 21     | 21     | 21     | 21     | 23     |
| Opkomst          |      |      | 59,92% | 57,12% | 60,06% | 58,99% | 51,04% |

* Na de verkiezingen op 18 november 2020 hebben zich meerdere veranderingen voorgedaan in de Vughtse gemeenteraad:
- 6 juli 2021: D66-raadslid Joris Vrensen splitst af en een gaat door met zijn eigen fractie Progressief Liberaal Vught. Naar eigen zeggen wegens gebrek aan vertrouwen.[1]
- 1 december 2022: D66-raadslid Désirée Prinsen-Rasenberg splitst net na haar installatie af en gaat zelfstandig onder de naam Fractie Rasenberg door.[2]
- 2 juni 2023: GB-raadslid Martien Vromans splitst, nadat niet hij maar Jos den Otter werd voorgedragen als wethouder, af van Gemeentebelangen en gaat door met zijn eigen fractie SamenLokaal.[3]
- 8 juli 2024: Fractie Rasenberg voegt zich bij de VVD.[4]

### Discussie over herindeling
De gemeenteraad van Vught heeft ervoor gekozen om een zelfstandige gemeente te blijven. De splitsing en opdeling van de gemeente Haaren heeft tot gevolg dat op 1 januari 2021 de kern Helvoirt van deze gemeente is toegevoegd aan Vught. Op 18 november 2020 vonden verkiezingen plaats voor de gemeenteraad van de heringedeelde gemeente Vught.

## Verkeer en vervoer

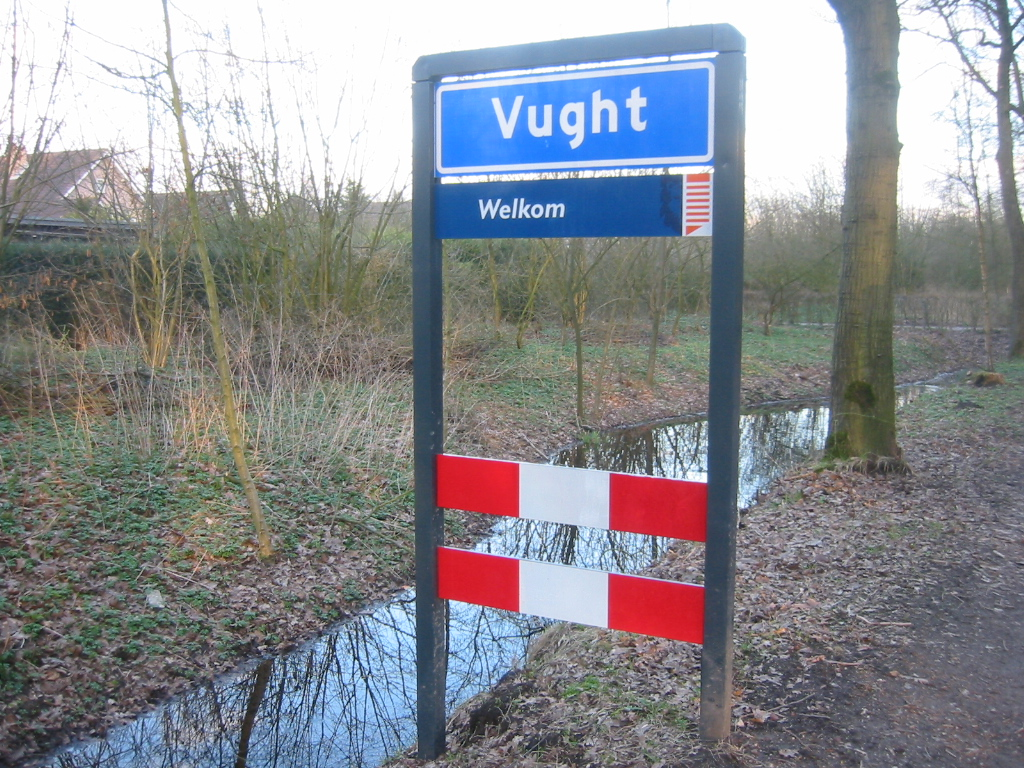
Vught bij binnenkomst

De gemeente Vught is bereikbaar met de auto (via de A2 en A65/N65), trein en bus.

## Media
De gemeente Vught kent een lokale omroep: VOS/NOVO3, dat op 1 maart 2022 de zendlicentie in de gemeente overnam van Avulo. Daarnaast zijn er een aantal regionale omroepen te ontvangen, zoals Omroep Brabant. Daarvoor was er een regionale televisieomroep: TV73 (eerder bekend als VTV1), maar die stopte op 11 november 2011 met uitzenden. Deze zender is daarna TV73 geworden en stopte begin 2021, waarna Vught zonder lokale omroep zat. Sinds 2019 is er een lokale internetomroep NOVO3.
Het regionale dagblad in Vught is het Brabants Dagblad. Deze krant heeft een eigen editie voor Vught en 's-Hertogenbosch. Ook is er een gratis wekelijks huis-aan-huisblad, Het Klaverblad.
De uitgeverij De Zolderpers was gevestigd in Vught.

## Onderwijs
Vught heeft twaalf basisscholen en twee middelbare scholen (fusie uit drie scholen): het Maurick College en een school voor speciaal onderwijs: het Zuiderbos College. Daarnaast kent Vught twee taleninstituten: Instituut Jeroen Bosch en Taleninstituut Regina Coeli, dit laatste staat ook wel bekend als “De Nonnen van Vught”. Ook is in Vught Avondopleidingen SKO gevestigd, een opleidingsinstituut opgezet voor onderwijs aan volwassenen.

## Aangrenzende gemeenten
| Aangrenzende gemeenten | Aangrenzende gemeenten | Aangrenzende gemeenten | Aangrenzende gemeenten | Aangrenzende gemeenten |
| ---------------------- | ---------------------- | ---------------------- | ---------------------- | ---------------------- |
|                        |                        | 's-Hertogenbosch       |                        |                        |
|                        |                        |                        |                        |                        |
| Heusden                | Sint-Michielsgestel    |                        |                        |                        |
|                        |                        |                        |                        |                        |
| Tilburg                |                        | Oisterwijk             |                        | Boxtel                 |

## Monumenten

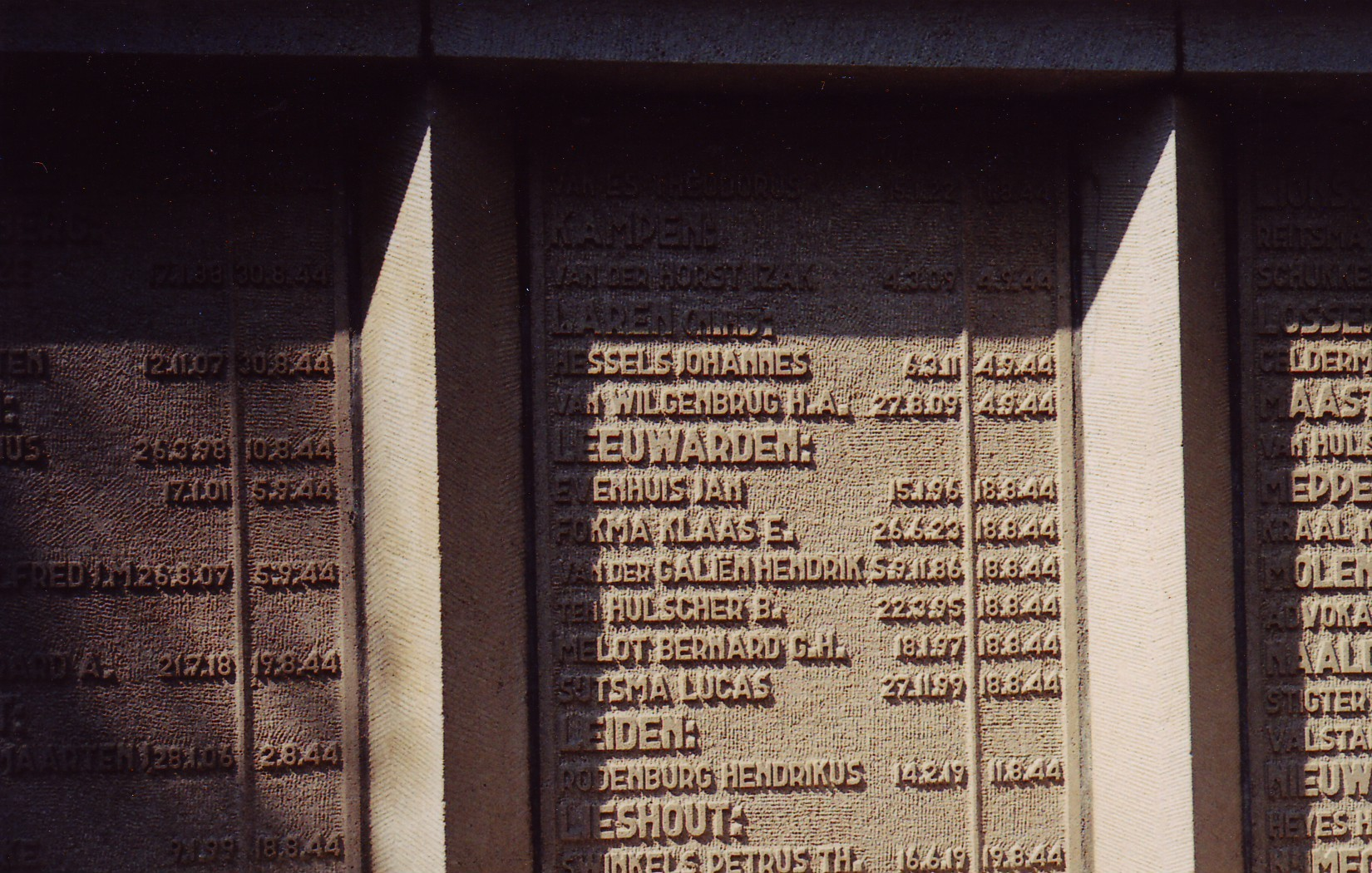
De naam van Jan Evenhuis en andere Friese verzetsstrijders in Kamp Vught

In de gemeente zijn er een aantal rijksmonumenten, gemeentelijke monumenten, en oorlogsmonumenten, zie:
- Lijst van rijksmonumenten in Vught (gemeente)
- Lijst van rijksmonumenten in Vught (plaats)
- Lijst van gemeentelijke monumenten in Vught
- Lijst van oorlogsmonumenten in Vught

## Kunst in de openbare ruimte
In de gemeente Vught zijn diverse beelden en sculpturen geplaatst in de openbare ruimte, zie: Lijst van beelden in Vught